# Amanda Sobhy
Amanda Sobhy, née le 29 juin 1993 à New York, est une joueuse américaine de squash. Elle atteint, en octobre 2021, la 3e place mondiale sur le circuit international, son meilleur classement. Le 29 juin 2010, jour de ses 17 ans, elle devient la première Américaine à conquérir un titre mondial de squash en devenant championne du monde junior après avoir battu en finale l’Égyptienne Nour El Tayeb,,. Quelques mois plus tard, elle devient la plus jeune finaliste de l'US Open de tous les temps.
Elle est championne des États-Unis à six reprises de 2012 à 2023. Sa sœur Sabrina Sobhy est également joueuse de squash.

## Biographie
Amanda Sobhy est une junior brillante, bataillant avec Nour El Tayeb pendant ses années junior. Elle est finaliste du British Junior Open et championne du monde junior le jour de ses dix-sept ans. Elle étudie ensuite à l'Université Harvard. Sur le circuit professionnel, elle s'impose rapidement et devient la star américaine du squash.
Alors 6e mondiale, elle est victime en mars 2017 d'une rupture du tendon d'Achille en demi-finale du tournoi Ciudad de Floridablanca alors qu'elle a 5 balles de match face à sa compatriote Olivia Blatchford. Elle fait son retour 9 mois après lors du tournoi des champions. Deux mois après, elle remporte l'Open du Texas. Lors de US Open 2018 , elle élimine Victoria Lust 13e mondiale puis la tenante du titre Nour El Tayeb avant de s'incliner en quart de finale face à Camille Serme. En février 2019, elle réintègre le top 10. En décembre 2020, lors du tournoi Black Ball Squash Open, elle s'impose face à la no 1 mondiale et championne du monde Nour El Sherbini. En mars 2021, elle s'incline en face du Black Ball Squash Open face à Nour El Sherbini. Grâce à ces bons résultats, elle devient la première joueuse américaine à intégrer le top 5.
En juillet 2021 lors des championnats du monde 2020-2021, elle devient la première joueuse née sur le territoire américain à atteindre les demi-finales. En septembre 2021, elle remporte à nouveau le Netsuite Open ce qui lui permet au classement d'octobre d'être la première joueuse native des États-Unis à atteindre une troisième place mondiale.
En décembre 2023, elle bat la no 1 mondiale et championne du monde Nour El Sherbini lors de l'Open de Hong Kong, tournoi platinium, mais le lendemain en finale face à Hania El Hammamy, elle est victime d'une nouvelle rupture du tendon d'Achille à l'autre pied.

## Palmarès

### Titres
- Squash on Fire Open 2025
- Open d'Allemagne 2025
- Open du Canada de squash 2023
- Netsuite Open : 3 titres (2015, 2021, 2022)
- Bahl & Gaynor Cincinnati Cup 2020
- Open du Texas : 3 titres (2015, 2018, 2019)
- Granite Open : 2014
- Championnats des États-Unis : 6 titres (2012, 2015, 2016, 2018[15], 2022, 2023)
- Championnats du monde junior : 2010

### Finales
- Black Ball Squash Open : 2021
- Hong Kong Open : 2 finales (2016, 2023)
- US Open : 2010
- Cincinnati Gaynor Cup 2025
- Cleveland Classic : 2025
- Open du Canada de squash 2024
- South Western Women’s Open 2023
- Tournoi des champions : 2 finales (2016, 2022)
- Open international de squash de Nantes : 2019
- Netsuite Open : 2016
- Championnats du monde par équipes : 2 finales (2022, 2024)